# Katodni zrak
Katodni zrak je neprekidan tok elektrona, koji se kreću kroz gas pod niskim pritiskom ili kroz vakuum. Nastaje kada anoda (pozitivna elektroda) privlači elektrone oslobođene sa metalne katode (negativne elektroda).
Ove zrake prvi je zapazio Julijus Pliker (Julius Plücker) 1858. godine. Stoni (George Stoney) ih je označio kao elektroni. Postali su vidljivi kao pojava pramenaste svetlosti iz pravca katode (otuda i ime - katodni zraci), čim pritisak pande ispod oko 100 P. To se odnosi na elektrone iz katode. 
Dokaz da su katodni zraci snopovi elektrona je skretanje snopa u magnetnom polju.
Elektroni emitovani sa katode dostižu srednju dužinu slobodnog puta reda veličine cm, i sudarima pobuđuju atome gasa (ukoliko unutar katodne cevi nije vakuum) koji kako bi se vratili u nepobuđeno stanje emituju zračenje (fotone).

Brzina katodnih zraka (elektrona) je  V={\displaystyle {\sqrt {2eU/m}}}    gde je
e: elementarno naelektrisanje;
U:Električni napon između katode i anode;  
m: masa elektrona.

## Primena
Katodni zraci imaju niz primena, počev od proizvodnje X-zraka do televizije. U svim primenama koristi se posebno oblikovana staklena cev (vrsta elektronske cevi zvana katodna cev) u kojoj je ostvaren visko procenat vakuuma ili koja sadrži gas na niskom pritisku. Katodne zrake obično stvara takozvani Elektronski top koji je deo katodne cevi.

## Literatura
- atlas FIZIKA, Hans Brojer, Građevinska knjiga a.d, Beograd/Srbija, 2007.
- Физика II - Електромагнетика и оптика - инж. Властимир М. Вучић и др инж. Драгиша М. Ивановић - Научна књига, Београд 1987.